# Warcraft: Orcs & Humans
Warcraft: Orcs & Humans – komputerowa strategiczna gra czasu rzeczywistego wydana w 1994 roku przez firmę Blizzard, będąca pierwszą częścią popularnego cyklu Warcraft – doczekała się dwóch kontynuacji, Warcraft II: Tides of Darkness, i Warcraft III: Reign of Chaos, a także jednego MMORPG-a, World of Warcraft. Akcja gry rozgrywa się w fantastycznym świecie Azeroth zamieszkiwanym przez orków i ludzi. Kanwą gry jest walka tych dwóch nacji, w której można opowiedzieć się po każdej ze stron konfliktu.

## Fabuła
Akcja gry rozgrywa się w okresie zwanym The Great War. Orkowie sformowali hordę, która z pomocą ludzkiego maga Medivha najechała na ludzkie królestwo Azeroth. Ludzie musieli uciec na północ do Lordaeronu. Gra zawiera łącznie 12 scenariuszy dla każdej rasy, rozgrywających się w różnych miejscach Azeroth, takich jak lasy, mroczne podziemia czy bagna.

## Rozgrywka
Na początku gracz wybiera rasę, którą będzie grał; ludzie i orkowie mają inne jednostki, choć są one zbliżone do swoich odpowiednikom u drugiej rasy – poza dwoma wyjątkami, Elementals, u ludzi i Daemons u orków. Jednostki można podzielić na walczące wręcz, łuczników, czarodziejów i uzdrowicieli. Gra jest typowym RTS-em, gdzie należy zdobywać surowce (drewno i złoto). Aby móc rozbudowywać armię, gracz tworzy kolejne struktury, rekrutuje nowe jednostki. Sterując swoimi jednostkami ma za zadanie zwykle pokonanie jednostek przeciwnika, część scenariuszy jednak pozbawiona jest elementu rozbudowy bazy.